# Sœurs de la Providence de Gap
Les sœurs de la Providence de Gap sont une congrégation religieuse féminine enseignante et hospitalière de droit pontifical.

## Histoire
En 1823, la comtesse Amélie d'Arnaud de Vitrolles (1797-1829) obtient des sœurs de la Providence de Portieux pour son village. Les sœurs ouvrent une école à Vitrolles (Hautes-Alpes) où elles trouvent de nombreuses femmes désireuses d'embrasser la vie religieuse dans leur institut. En raison de la distance avec la maison-mère, un noviciat est ouvert à Saint-Bonnet-en-Champsaur qui est ensuite transféré à Vitrolles. Parmi les 3 premières novices se trouve sœur Élisabeth Marrou qui deviendra supérieure générale en 1838 au moment de la séparation avec Portieux.
Nicolas de La Croix d'Azolette, évêque de Gap, souhaitant avoir des religieuses enseignantes dans son diocèse, fait établir le noviciat à Gap, et le 5 juin 1838, il rend autonome la congrégation de Gap de la maison-mère de Portieux. Le lendemain, sœur Élisabeth Marrou est élue supérieure. L'institut est reconnu comme congrégation enseignante et hospitalière le 21 janvier 1841 par Louis-Philippe. Les sœurs prononcent leurs vœux le 25 septembre 1843. La chapelle est consacrée le 22 septembre de l'année suivante. Malgré la séparation, les sœurs continueront de considérer Jean-Martin Moyë comme fondateur.
Les lois anti-congrégationistes françaises conduisent à la fermeture de nombreuses maisons et poussent les sœurs à établir des succursales à l'étranger ; dans le Piémont (1902) ; en Espagne et au Mexique (1903), d'où les religieuses essaiment au Salvador et à Cuba ; en Angleterre (1904).
L'institut reçoit le décret de louange le 23 février 1855 et ses constitutions sont définitivement approuvées par le Saint-Siège le 2 mars 1937.

## Activités et diffusion
Les sœurs se consacrent à l'enseignement, aux soins aux malades y compris à domicile, et aux œuvres paroissiales.
Elles sont présentes en:  
- Europe : France, Espagne, Italie.
- Amérique : Bolivie, Brésil, Mexique.
- Afrique : Bénin.
- Asie : Inde.

La maison-mère est au Kremlin-Bicêtre.
En 2017, la congrégation comptait 570 sœurs dans 96 maisons.